# Palazzo D'Agostino
Palazzo D'Agostino è un edificio costruito nel primo Novecento a Salerno.

## Storia
Il palazzo fu commissionato dalla famiglia che gli ha dato il nome sul Lungomare di Salerno. Inizialmente aveva solo tre piani quando fu inaugurato nel 1915, ma successivamente gli furono aggiunti due piani negli anni trenta sotto il Fascismo.
.
Il Palazzo D'Agostino prende il nome da una rinomata famiglia di abili artisti, architetti e ceramisti salernitani, che lo costruirono agli inizi del '900, e il cui stile e le cui realizzazioni sono ancora visibili nei pavimenti e nei dettagli di alcune stanze.
L'edificazione fu seriamente danneggiata durante lo sbarco di Salerno nel settembre 1943.

## Caratteristiche strutturali
Edificio di forma regolare rettangolare, con un piano seminterrato e cinque piani fuori terra. Strutture verticali in muratura mista, muratura portante e cemento armato. Copertura piana a terrazzo con lucernari per illuminare le chiostrine. Solai piani. Pavimento in graniglia di cemento con motivi decorativi a volute. Scala a rampa unica e scala a doppia rampa parallela con rivestimenti in marmo. Facciata esterna con motivi ornamentali con putti in bassorilievo sul portale, motivi ornamentali in fregi a fogliame sulle edicole delle finestre e nella fascia marcapiano fra il terzo e il quarto piano. All'interno stucchi ornamentali.
Su progetto dell'architetto Matteo d'Agostino nel maggio 1934 furono aggiunti due piani. L'architetto soprelevò l'edificio conservando i soli allineamenti delle aperture e le valenze cromatiche dei piani inferiori. Con l'intervento di soprelevazione l'edificio venne pure migliorato funzionalmente con l'introduzione dell'ascensore e dell'impianto di riscaldamento.